# Trebisonda Valla
Trebisonda Valla (ibland Ondina Valla) född den 20 maj 1916, död den 16 oktober 2006, var en italiensk friidrottare som tävlade på 1930-talet i häcklöpning.
Vallas något ovanliga förnamn kommer från att hennes far döpte henne efter den turkiska staden Trabzon som på italienska heter Trebisonda.
1931 deltog hon vid Olimpiadi della Grazia i Florens där hon tog silver i häcklöpning 80 meter.
Som häcklöperska var hennes främsta merit guldet vid Olympiska sommarspelen 1936 på 80 meter häck. I semifinalen sprang hon på 11,6 vilket var ett nytt världsrekord på distansen. Hon kom på fjärde plats på stafett 4 x 100 meter (med Lidia Bongiovanni, Trebisonda som andra löpare, Fernanda Bullano och Claudia Testoni).